# La Fuensanta
La Fuensanta é um retrato pintado pelo artista espanhol Julio Romero de Torres retratando Maria Teresa López González, uma das modelos de Torres. González é retratada com os braços apoiados em um caldeirão de cobre. A pintura foi feita no outono de 1929, quando Torres completou mais duas obras, La Chiquita Piconera e Bodegas Cruz Conde.
Nascida na Argentina, González mudou-se com sua família para a cidade de Torres, em Córdoba, após a Primeira Guerra Mundial. De acordo com a Sotheby's, a obra foi "proclamada como uma representação por excelência da beleza andaluza" e foi retratada por 25 anos na nota de 100 pesetas.

## Proveniência
A proveniência de La Fuensanta é amplamente desconhecida desde 1930, quando foi exibida na Exposição Ibero-Americana de Sevilha. Em 1994, a pintura foi comprada por um cidadão argentino. Em novembro de 2007, La Fuensanta foi vendida pela Sotheby's a um comprador privado. O Ministério da Cultura espanhol tentou comprar a pintura da Sotheby's, mas o preço do leilão de 1.173.400 euros foi muito alto.